# Trigonocapnos lichtensteinii
Trigonocapnos lichtensteinii är en vallmoväxtart som först beskrevs av Adelbert von Chamisso och Schlecht., och fick sitt nu gällande namn av M. Lidén. Trigonocapnos lichtensteinii ingår i släktet Trigonocapnos och familjen vallmoväxter. Inga underarter finns listade i Catalogue of Life.